# Eciton rapax
Eciton rapax (лат.) — вид кочевых муравьёв рода Eciton из подсемейства Dorylinae (ранее рассматривался в составе ныне не выделяемого подсемейства Ecitoninae). Постоянных гнёзд не имеют и регулярно совершают массовые кочёвки, перенося с собой всех своих личинок. Встречается в Южной Америке.

## Описание
Среднего размера кочевые муравьи. Характерны мономорфные рабочие и отсутствие касты крупных солдат, имеющейся у других видов рода Eciton. Основная окраска буровато-чёрная (голова и грудь) и желтоватая (брюшко). Усики рабочих и самок 12-члениковые, челюстные щупики 2-члениковые, губные — 3-члениковые. Сложные глаза у рабочих редуцированы, состоят только из одной фасетки. Стебелёк брюшка рабочих состоит из двух сегментов: петиоля и постпетиоля (у маток и самцов из одного только петиоля). Жало развито. Матки бескрылые, простые глазки отсутствуют. Самцы крылатые, их усики 13-члениковые.
Производит более длинные рейдовые походы, чем любой другой представитель своего рода, и является специализированным хищником лесных подстилок и низовых муравьев, таких как виды Camponotus, Odontomachus и Pachycondyla. Анализ эффективности фуражировок и производительности рабочих у E. rapax показывает, что транспортные расходы, возникающие из-за больших расстояний, которые рабочие проходят во время рейдов и эмиграций, являются одним из факторов отбора, которые способствовали развитию крупных мономорфных рабочих этого вида.

## Гнёзда
E. rapax не строит физического гнезда. Вместо этого E. rapax образует живое гнездо из отдельных членов колонии (называемое бивуаком) в углублениях почвы, под упавшими бревнами, между корнями деревьев. В 2020 году обнаружен бивуак на высоте 3 метров в полой части дерева.

## Классификация
Вид был впервые описан в 1855 году британским энтомологом Фредериком Смитом (Frederick Smith; 1805—1879) по материалам из Бразилии. По современным молекулярно-генетическим данным (Winston et al., 2017) вид Eciton rapax рассматривается сестринским к Eciton quadriglume, а вместе они близки к виду Eciton vagans.

## Распространение
Встречаются во влажных и тёплых тропических лесах в Южной Америке.